# Kuutar
Kuutar ('Månens mö'), är i finsk mytologi månens gudinna. 